# Albalat dels Sorells
Pour les articles homonymes, voir Albalat.
Albalat dels Sorells (en valencien et en castillan), est une commune d'Espagne de la province de Valence dans la Communauté valencienne. Elle est située dans la comarque de l'Horta Nord et dans la zone à prédominance linguistique valencienne.

## Géographie

Localisation d'Albalat dels Sorells
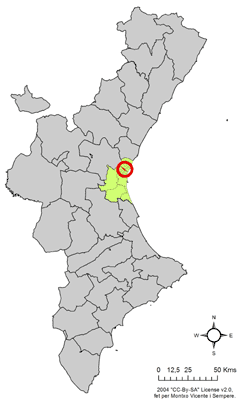
dans la Communauté valencienne.
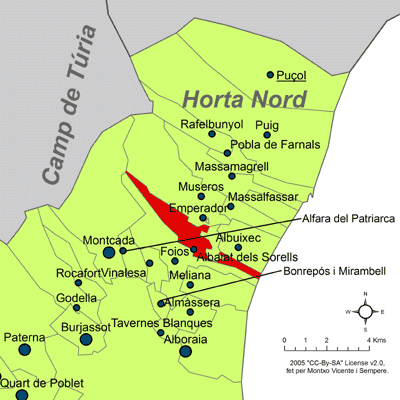
dans la comarque de l'Horta Nord.